# Badah
Badah (en ourdou : باڊه) est une ville pakistanaise située dans le district de Larkana, dans le nord de la province du Sind. C'est la quatrième plus grande ville du district. Elle est située à près de trente kilomètres au sud de Larkana.
La population de la ville a été multipliée par plus de trois entre 1972 et 2017, passant de 13 536 habitants à 40 038. Entre 1998 et 2017, la croissance annuelle moyenne s'affiche à 1 %, bien inférieure à la moyenne nationale de 2,4 %. Selon le recensement de 2023, la population de la ville monte à 43 756 habitants.
|            | 1972 (rec.) | 1981 (rec.) | 1998 (rec.) | 2017 (rec.) | 2023 (rec.) |
| ---------- | ----------- | ----------- | ----------- | ----------- | ----------- |
| Population | 13 536      | 16 645      | 33 205      | 40 038      | 43 756      |